# Tipula hispanolivida
Tipula hispanolivida är en tvåvingeart som beskrevs av Mannheims 1968. Tipula hispanolivida ingår i släktet Tipula och familjen storharkrankar. Inga underarter finns listade i Catalogue of Life.